# 51 f.Kr.

## Händelser

### Efter plats

#### Romerska republiken
- Marcus Claudius Marcellus och Servius Sulpicius Rufus blir konsuler i Rom.
- Pompeius kräver att Julius Caesar skall lägga ner sitt befäl innan han kan kandidera till konsulsposten.

#### Egypten
- Våren – Farao Ptolemaios XII avlider och efterträds av sin äldsta dotter Kleopatra VII och hennes yngre bror och medregent Ptolemaios XIII.

#### Kina
- Hsiung-nu-stammen delas i två delar, varav den östra blir kinesiska undersåtar.

## Födda
- Publius Sulpicius Quirinius, romersk guvernör i Syrien
- Han Chengdi, kejsare av den kinesiska Handynastin

## Avlidna
- Våren – Ptolemaios XII, farao av Egypten
- Poseidonios från Apamea, grekisk filosof, astronom och geograf